# K5 League Seoul 2020
Die K5 League Seoul 2020 war die zweite Spielzeit als höchste Amateurspielklasse und die zweite Spielzeit insgesamt im südkoreanischen Fußball. Die Saison begann am 16. Mai und endete am 30. November. Anschließend folgten die Play-off-Spiele. Vorjahresstaffelmeister waren die Byeoksan Players FC.

## Teilnehmer und ihre Spielstätten
| Team                 | Stadt                | Heimstadion          | In der Liga seit     | Vorjahresplatzierung                |                      |
| K5 League Seoul 2020 | K5 League Seoul 2020 | K5 League Seoul 2020 | K5 League Seoul 2020 | K5 League Seoul 2020                | K5 League Seoul 2020 |
| -------------------- | -------------------- | -------------------- | -------------------- | ----------------------------------- | -------------------- |
| Byeoksan Players FC  | Seoul-Gwanak-gu      | Hyochang-Stadion     | 2019                 | Staffelmeister                      |                      |
| FC Saebyeoknyeok     | Seoul-Nowon-gu       | Hyochang-Stadion     | 2019                 | 5. Platz                            |                      |
| FC Together          | Seoul-Seodaemun-gu   | Hyochang-Stadion     | 2019                 | 3. Platz                            |                      |
| FC HAS               | Seoul-Seodaemun-gu   | Hyochang-Stadion     | 2019                 | 4. Platz                            |                      |
| FC It-Pl             | Seoul-Seocho-gu      | Hyochang-Stadion     | 2019                 | 2. Platz                            |                      |
| Gomduri FC           | Seoul-Gangbuk-gu     | Hyochang-Stadion     | 2020                 | Play-off-Gewinner aus der K6 League |                      |

## Reguläre Saison
| Pl. | Verein                  | Sp. | S  | U | N | Tore    | Diff. | Punkte |
| --- | ----------------------- | --- | -- | - | - | ------- | ----- | ------ |
| 1.  | FC Together             | 10  | 10 | 0 | 0 | 034:900 | +25   | 30     |
| 2.  | Byeoksan Players FC (M) | 10  | 7  | 1 | 2 | 036:900 | +27   | 22     |
| 3.  | FC It-Pl                | 10  | 3  | 2 | 5 | 017:270 | −10   | 11     |
| 4.  | FC HAS                  | 10  | 3  | 2 | 5 | 015:280 | −13   | 11     |
| 5.  | FC Saebyeoknyeok        | 10  | 3  | 0 | 7 | 014:240 | −10   | 09     |
| 6.  | Gomduri FC (N)          | 10  | 1  | 1 | 8 | 015:350 | −20   | 04     |

| Zum 10. Spieltag:                                                                             |  |
| Meister der K5 League Seoul und Qualifikation zum Korean FA Cup 2021 Abstieg in die K6 League |  |
|                                                                                               |  |
| Zum Saisonende 2019:                                                                          |  |
| (M) Vorjahres Staffelsieger                                                                   |  |
| (N) Aufsteiger aus der K6 League                                                              |  |

## Statistik

### Torschützenliste
Bei gleicher Anzahl von Treffern sind die Spieler alphabetisch geordnet.
| Platz | Spieler         | Mannschaft          | Tore |
| ----- | --------------- | ------------------- | ---- |
| 01    | Seo Se-il       | FC Together         | 12   |
| 02    | Ahn Se-hwan     | Byeoksan Players FC | 10   |
| 03    | Kang Kyeong-muk | Byeoksan Players FC | 6    |
| 04    | Kim Dong-yeong  | FC Together         | 5    |
| 0     | Kim Jae-yun     | FC HAS              | 5    |

### Kreuztabelle
Die Kreuztabelle stellt die Ergebnisse aller Spiele dieser Saison dar. Die Heimmannschaft ist in der linken Spalte, die Gastmannschaft in der oberen Zeile aufgelistet.
| 2020                | BFC  | FCI | FCT | FCH | FCS | GFC |
| ------------------- | ---- | --- | --- | --- | --- | --- |
| Byeoksan Players FC |      | 3:0 | 2:4 | 0:0 | 5:0 | 3:0 |
| FC It-Pl            | 0:3  |     | 1:4 | 1:1 | 2:3 | 2:2 |
| FC Together         | 1:0  | 7:2 |     | 3:0 | 3:0 | 4:2 |
| FC HAS              | 0:10 | 2:5 | 0:1 |     | 2:1 | 3:1 |
| FC Saebyeoknyeok    | 2:3  | 1:2 | 1:2 | 3:2 |     | 0:2 |
| Gomduri FC          | 2:7  | 1:3 | 1:5 | 3:5 | 1:3 |     |